# Carl Crawford (bokser)
Carl Crawford (ur. 6 września 1935 w Georgetown, zm. 1 marca 1999 w Nowym Jorku) – gujański bokser, brązowy medalista igrzysk panamerykańskich w Chicago, uczestnik letnich igrzysk olimpijskich w Rzymie.

## Kariera bokserska
W 1959 roku Crawford zajął trzecie miejsce w kategorii średniej na igrzyskach panamerykańskich, które rozgrywane były w Chicago. W ćwierćfinale igrzysk panamerykańskich w Chicago pokonał na punkty reprezentanta Kanady Roberta Piau. W pojedynku półfinałowym Crawford zmierzył się z reprezentantem Stanów Zjednoczonych Bobem Fosterem, z którym przegrał przez techniczny nokaut w trzeciej rundzie. W walce o trzecie miejsce zmierzył się z Wenezuelczykiem Rafaelem Toro, którego pokonał. Crawford dzięki trzeciemu miejscu na igrzyskach panamerykańskich, wystąpił na igrzyskach olimpijskich w Rzymie, które trwały od 25 sierpnia do 11 września 1960 roku. Crawford rywalizację w kategorii półciężkiej zakończył na pierwszej walce, w której przegrał na punkty (0:5) z reprezentantem Polski Zbigniewem Pietrzykowskim. 17 sierpnia 1962 roku zdobył srebrny medal podczas igrzysk Ameryki Środkowej i Karaibów, na których rywalizował w kategorii półciężkiej. W finale przegrał na punkty z reprezentantem Jamajki Ronaldem Holmesem.
Na igrzyskach olimpijskich w 1960 roku Crawford był jedynym reprezentantem swojego państwa w dyscyplinie boks. Był też najstarszym reprezentantem Gujany na igrzyskach w Rzymie, mając w czasie trwania igrzysk 24 lata oraz 356 dni.